# Emmanuele de Gregorio
Emmanuele de Gregorio, italijanski rimskokatoliški duhovnik, škof in kardinal, * 18. december 1758, na morju, † 7. november 1839.

## Življenjepis
8. marca 1816 je bil povzdignjen v kardinala in imenovan za kardinal-duhovnika Ss. Bonifacio ed Alessio.
29. novembra 1818 je bil imenovan za prefekta v Rimski kuriji in 6. maja 1820 za prefekta Zbora Rimske kurije.
18. maja 1829 je bil imenovan za kardinal-škofa Frascatija; 31. maja istega leta je prejel škofovsko posvečenje.
11. decembra 1834 je bil imenovan za tajnika v Rimski kuriji.
2. oktobra 1837 je bil imenovan za kardinal-škofa Porta e Santa Rufine.